# SGS-Thomson ST20
Der ST20 ist ein von SGS-Thomson entwickelter 32-Bit-Mikroprozessor. Er wird in erster Linie in den Omega-Chipsätzen (STi55xx) für Digitalreceiver eingesetzt, findet aber auch in anderen Bereichen wie GPS-Empfängern seine Anwendung.

## Varianten
Folgende Varianten sind bekannt:
- STi5500: 2 kB I-Cache, 2 kB D-Cache, 2 kB SRAM, bis 50 MHz
- STx5188: 4 kB I-Cache, 4 kB D-Cache, 2 kB SRAM, bis 200 MHz
- STi5300: mit ST231 CPU, 32 kB I-Cache, 32 kB D-Cache, bis 333 MHz
- STi5512: bis 60 MHz
- STi5514: 8 kB I-Cache, 8 kB D-Cache, 8 kB SRAM, bis 180 MHz
- STi5517: entspricht in den angegebenen Daten dem STi5514
- STi5518: mit ST20C2+ CPU, 2 KB I-Cache, 2 kB D-Cache, 4 KB SRAM, Takt bis 81 MHz
- STM5105: 4 kB I-Cache, 4 kB D-Cache, 2 kB SRAM, bis 200 MHz
- ST20GP6: mit ST20C2 CPU und 12-Kanal GPS-Engine, bis 50 MHz

## Interna
Der Prozessor ist auf Integer-Arithmetik (bis zu 64 Bit) optimiert und enthält keine Gleitkommaeinheit. Im Grundsatz ist die Architektur an die Transputer der Firma Inmos angelehnt. Inmos wurde im März 1989 von STMicroelectronics aufgekauft. Der „Transputer-Kern“ macht sich jedoch praktisch nicht bemerkbar, da auf die Transputerlinks vollständig verzichtet wurde.
Beim ST20 handelt sich um eine klassische Von-Neumann-Architektur mit sechs Registern:
- Datenzeiger (Workspace pointer) Wreg
- Befehlszeiger (Instruction pointer) Ireg
- Statusregister Status
- Datenregister Areg, Breg, Creg

Eine Besonderheit stellt die Organisation der drei Datenregister Areg, Breg und Creg dar. Diese drei Register formen einen internen Stack, auf dem alle Rechenoperationen vorgenommen werden.
Der recht umfangreiche CISC-Befehlssatz unterstützt Multitasking durch spezielle Befehle zur Kommunikation zwischen einzelnen Prozessen hardwaremäßig.
Es gibt zwei Timer-Register mit einer Wortlänge von jeweils 32 Bit und einer Auflösung von einer Mikrosekunde.

## Betriebssysteme
Der Hersteller liefert das System STlite (auch als OS20 Real Time OS bekannt). Es wird in allen mit den STi55xx-Chipsätzen ausgestatteten Digitalreceivern eingesetzt.